# Rebecca Schaeffer
Rebecca Lucile Schaeffer (Eugene, 6 novembre 1967 – Los Angeles, 18 luglio 1989) è stata un'attrice statunitense. 
È conosciuta per il suo ruolo nella sitcom Mia sorella Sam. Il 18 luglio 1989 fu assassinata da un fan, Robert John Bardo, all'uscio del suo appartamento nel distretto di Fairfax, a Los Angeles.

## Biografia
Era figlia di Danna e Benson Schaeffer, una scrittrice e uno psicologo. Frequentò la Lincoln High School a Portland. Da adolescente aspirava a diventare rabbino.

### Omicidio
Il 18 luglio 1989 la Schaeffer venne uccisa sulla porta della sua abitazione a West Hollywood da Robert John Bardo, un fan ossessionato da lei che la perseguitava da anni. Bardo aveva scritto numerose lettere alla Schaeffer, e nel 1987 si recò a Los Angeles con la speranza di incontrare di persona l'attrice sul set di Mia sorella Sam, ma venne allontanato dalla sicurezza della Warner Bros. Venne ricacciato anche il mese successivo, quando tornò sul set armato di un coltello. In seguito, tornò nella natia Tucson e sembrò perdere interesse in Rebecca Schaeffer, spostando le sue ossessioni sulle cantanti pop Debbie Gibson e Tiffany.
Nel 1989, dopo aver visto al cinema la Schaeffer nel film Scene di lotta di classe a Beverly Hills, dove la ragazza compariva a letto in una scena di sesso con un attore, Bardo — pazzo di gelosia — decise che l'attrice dovesse essere "punita" per essere diventata "un'altra puttana di Hollywood". Venuto a conoscenza del fatto che Arthur Richard Jackson, un uomo che aveva perseguitato ed accoltellato Theresa Saldana (sempre a West Hollywood) nel 1982, era ricorso ad un investigatore privato per ottenere l'indirizzo della donna, Bardo pagò 250 dollari un'agenzia investigativa di Tucson per trovare il domicilio privato della Schaeffer. Il fratello maggiore lo aiutò invece a procurarsi una pistola Ruger GP100 .357 Magnum, in quanto Bardo, essendo minorenne (aveva 19 anni all'epoca), non poteva acquistare o detenere armi. Bardo viaggiò fino a Los Angeles e, dopo aver localizzato l'appartamento della Schaeffer, chiese ai vicini se l'attrice abitasse ancora lì; sicuro della correttezza delle informazioni ricevute, si avvicinò alla porta e suonò il campanello.
Rebecca Schaeffer, che stava preparando un'audizione per un ruolo ne Il padrino - Parte III, aprì la porta. Bardo mostrò all'attrice una lettera e un autografo che lei gli aveva mandato e, dopo una breve conversazione, la Schaeffer chiese al ragazzo di non presentarsi più a casa sua. Bardo andò a fare colazione in un bar e, un’ora dopo, fece ritorno all'abitazione della Schaeffer. Quando l'attrice aprì nuovamente la porta con "aria molto scocciata", Bardo tirò fuori una pistola da una busta di carta e le sparò a bruciapelo al torace. La Schaeffer gridò e cadde a terra, mentre Bardo fuggiva. Un vicino chiamò un'ambulanza, che trasportò la vittima al Cedars-Sinai Medical Center. Rebecca Schaeffer venne dichiarata morta mezz'ora dopo l'arrivo in ospedale. Il giorno successivo, Bardo fu arrestato dalla polizia grazie alla segnalazione di qualcuno che aveva visto un uomo che correva sulla statale Interstate 10. Confessò immediatamente il delitto. Ritenuto colpevole di omicidio di primo grado nel corso del processo, Bardo venne condannato all'ergastolo. Rebecca Schaeffer venne sepolta nell'Ahavai Sholom Cemetery di Portland, Oregon.

## Filmografia

### Cinema
- Radio Days, regia di Woody Allen (1987)
- Scene di lotta di classe a Beverly Hills (Scenes from the Class Struggle in Beverly Hills), regia di Paul Bartel (1989)
- The End of Innocence, regia di Dyan Cannon (1990)

### Televisione
- Una vita da vivere (One Life to Live) – serie TV, 1 episodio (1985)
- Sentieri (Guiding Light) – serial TV, puntata 9784 (1985)
- Storie incredibili (Amazing Stories) – serie TV, episodio 2x02 (1986)
- Mia sorella Sam (My Sister Sam) – serie TV, 44 episodi (1986-1988)
- Out of Time, regia di Robert Butler – film TV (1988)